# Kotlarka (Gorce)
Kotlarka – polana w Gorcach. Położona jest na wysokości około 870–940 m na południowym, opadającym do Nowego Targu-Kowańca grzbiecie wierzchołka 1039 m (po wschodniej stronie Bukowiny Obidowskiej). Prowadzi przez nią zielony szlak turystyczny na Stare Wierchy, jest to jeden z czterech szlaków turystycznych z Nowego Targu w Gorce. Kotlarka jest jedną z trzech polan przy tym szlaku (niżej jest Bernadowa, wyżej i po drugiej stronie grzbietu Roznowa). Jest to dość duża polana i dzięki położeniu na południowym stoku roztaczają się z niej widoki na Kotlinę Nowotarska, Magurę Spiską, Pieniny Spiskie i Tatry.

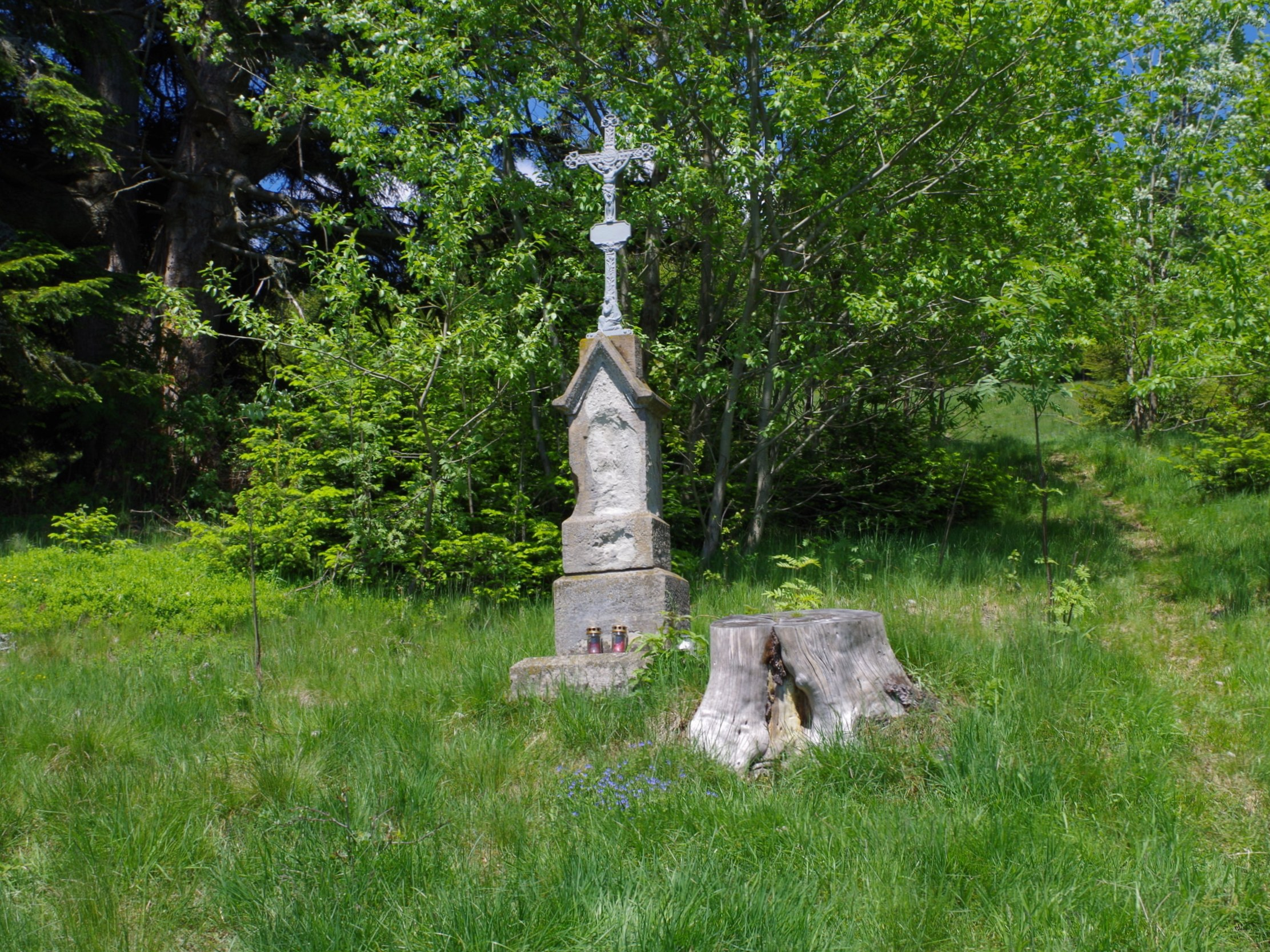
Figurka na polanie Kotlarka

Nazwa polany pochodzi od dawnego osiedla Romów (Cyganów), którzy zajmowali się kotlarstwem, czyli wytwarzaniem i naprawą blaszanych naczyń kuchennych. Dawniej polana była jak większość polan w Gorcach koszona i wypasana. Na polanie jest wykuta z kamienia figurka z żeliwnym krzyżem (po zachodniej stronie ścieżki).
Polana znajduje się w obrębie miasta Nowy Targ, poza granicami Gorczańskiego Parku Narodowego.

## Szlak turystyczny
odcinek: Nowy Targ-Kowaniec – Bernadowa – Kotlarka – Roznowa – skrzyżowanie z czarnym szlakiem. Odległość 4,2 km, suma podejść 390 m, czas przejścia 1 godz. 30 min. z powrotem 50 min.